# Prémanon
Prémanon là một xã trong vùng hành chính Franche-Comté, thuộc tỉnh Jura, quận Saint-Claude (quận), tổng Morez. Tọa độ địa lý của xã là 46° 27' vĩ độ bắc, 06° 01' kinh độ đông. Prémanon nằm trên độ cao trung bình là 1111 mét trên mực nước biển, có điểm thấp nhất là 769 mét và điểm cao nhất là 1416 mét. Xã có diện tích 28.18 km², dân số vào thời điểm 1999 là 664 người; mật độ dân số là 24 người/km².

## Thông tin nhân khẩu
| 1962 | 1968 | 1975 | 1982 | 1990 | 1999 |
| ---- | ---- | ---- | ---- | ---- | ---- |
| 251  | 284  | 315  | 320  | 606  | 664  |

## Địa điểm tham quan
Nhà thờ được xây dựng trong thế kỉ thứ 19.